# ريتشارد إيفانز
ريتشارد إيفانز (بالإنجليزية: Richard Evans)‏ (19 يونيو 1983 بكارديف في المملكة المتحدة - ) هو لاعب كرة قدم بريطاني في مركز الوسط. شارك مع منتخب ويلز تحت 21 سنة لكرة القدم. أما مع النوادي، فقد لعب مع برمنغهام سيتي وشروزبري تاون وشيفيلد وينزداي ونيوبورت كونتي وأبردير تاون ‏ وPort Talbot Town F.C. ‏ ونادي باث سيتي وتشبنهام تاون وهافرفوردويست ‏.

## وصلات خارجية
- ريتشارد إيفانز على موقع قاعدة بيانات كرة القدم.إي يو (الإنجليزية)
- ريتشارد إيفانز على موقع Soccerbase.com (لاعب) (الإنجليزية)